# Charles Lyell (3e baron Lyell)
Pour les articles homonymes, voir Charles Lyell.
Charles Lyel, né le 27 mars 1939  et mort le 11 janvier 2017, est un homme politique britannique et membre conservateur de la Chambre des lords. 

## Biographie
Lord Lyell est le fils de Charles Lyell (2e baron Lyell) et de Sophie Mary Trafford (1916 - 2012). 
Il accède à la pairie en 1943 à l'âge de 4 ans lorsque son père est tué au combat pendant la Seconde Guerre mondiale et reçoit la Croix de Victoria à titre posthume. Il fait ses études au Collège d'Eton et à Christ Church, Oxford. Lors de la formation d'un gouvernement conservateur après les élections générales de 1979, Lord Lyell est nommé whip de la Chambre des Lords, jusqu'en 1984. Il passe ensuite au Bureau pour l'Irlande du Nord en tant que sous-secrétaire d'État parlementaire où il est resté jusqu'à ce qu'il quitte le gouvernement en 1989. 
Avec l'adoption de la House of Lords Act 1999, Lord Lyell et presque tous les autres pairs héréditaires ont perdu le droit automatique de siéger à la Chambre des Lords. Il a cependant été élu comme l'un des 92 pairs héréditaires élus à rester à la Chambre des Lords en attendant l'achèvement de la réforme de la Chambre des Lords. 
Il est un supporter d'Everton Football Club et un actionnaire du club. Cependant, son véritable amour pour le football est le Forfar Athletic FC. Il est patron honoraire de l'équipe Angus League Two et un supporter depuis son plus jeune âge. Il est un habitué de Station Park, parrainant toujours le dernier match à domicile de la saison. 
Il meurt le 11 janvier 2017 et le titre s'éteint à sa mort. À son siège à la Chambre des Lords est élu Alastair Campbell (4e baron Colgrain).